# 태스크 스테이트 세그먼트
태스크 스테이트 세그먼트(task state segment, TSS)는 태스크에 관한 정보를 보유하고 있는 x86 기반 컴퓨터의 특수 구조이다. 태스크 관리를 위해 운영 체제 커널에 의해 사용된다. 특히, 다음 정보가 TSS에 저장된다:
- 프로세서 레지스터 상태
- 입출력 포트 권한
- 내부 레벨 스택 포인터
- 이전 TSS 링크

이 모든 정보는 TSS 안의 특정 위치에 저장되어야 하며 이는 IA-32 매뉴얼에 규정되어 있다.